# Paul Mellmann
Paul Mellmann (* 20. Dezember 1855 in Boele (Westf.); † 14. Mai 1934) war ein deutscher Schulleiter und Vorsitzender des Deutschen Philologenverbandes von 1919 bis 1929.

## Leben
Der Pfarrerssohn Mellmann legte 1875 das Abitur in Minden ab und studierte zunächst zwei Jahre in Berlin Chemie und Hüttenfach. Dann wechselte er 1878 für den Lehrberuf auf Naturwissenschaften, Mathematik und Französisch. Er absolvierte das Probejahr in Berlin 1881 und begann 1885 an der 1. Realschule Berlin den Unterricht. 1890 folgte die Promotion in Halle a.d.S. 1906 wurde er zum Leiter der neu eingerichteten 3. Oberrealschule (auch Königstädtische Oberrealschule) berufen, am 1. April 1921 pensioniert. 1912 erhielt er den Professorentitel, 1918 den Titel Geheimer Studienrat.
Seine Veröffentlichungen betrafen den naturwissenschaftlichen Unterricht. Er gehörte zu den Mitgliedern des 1904 begründeten Philologenverbandes als Vertretung der Gymnasiallehrer, die weniger den humanistischen Gymnasien angehörten, sondern für eine Gleichberechtigung des Realgymnasiums eintraten. Er leitete 1910/11 und 1918–20 die Preußische Delegiertenkonferenz des Verbands. Nach dem Ersten Weltkrieg wurde er am 30. November 1919 an die Spitze des neu geordneten Deutschen Philologenverbandes gewählt. Ihn vertrat er auch auf der Reichsschulkonferenz 1920. Er bekämpfte eine Verkürzung der Gymnasialzeit. Er übergab das Amt 1929 an Felix Wilhelm Behrend, den langjährigen Stellvertreter.
Mellmann war Mitglied der Berliner Freimaurerloge Friedrich Wilhelm zur gekrönten Gerechtigkeit.
Paul Mellmann starb 1934 im Alter von 78 Jahren. Er wurde auf dem Friedhof I der Jerusalems- und Neuen Kirche in Berlin-Kreuzberg beigesetzt. Das Grab ist erhalten.

## Schriften
- Geschichte d. Deutschen Philologen-Verbandes (Vereinsverband akadem. gebildeter Lehrer Deutschlands) bis zum Weltkrieg: Nach d. Akten d. Verb. u. d. Aufzeichngn. d. Deutschen Philologen-Blattes mit e. Vorgeschichte d. Entwicklg. d. höheren Schulwesens Deutschlands u. d. höh. Lehrerstandes, Leipzig 1929
- Chemie des täglichen und wirtschaftlichen Lebens, 3. Aufl. Leipzig 1922
- Die chemische Industrie auf der Pariser Weltausstellung, 1901